# Руперт фон Марщетен и Ронсбург
Руперт фон Марщетен и Ронсбург (на немски: Rupert von Marstetten und Ronsburg; † сл. 1166) е благородник, господар на Урзин или замък Ирзе (при Кауфбойрен) в Швабия (Бавария) и от 1125 г. господар на Марщетен (до Айтрах, Баден-Вюртемберг) и от ок. 1130 г. на Ронсбург до Ронсберг в Швабия (Бавария).

## Произход и управление
Той е син на Руперт фон Урзин († 17 юли сл. 1130) и съпругата му Ирмингард фон Калв († 13 януари 11??). Внук е на Регинхарт III фон Урзин († 1101/1102), фогт на манастир Отобойрен. Брат е на граф Готфрид I фон Ронсберг († 3 април 1166/1172). Баща му става ок. 1130 г. монах в манастир Отобойрен.
Господарите фон Урзин живеят от ок. 980 г. в замък Ирзе. Замъкът Марщетен е построен през 11 век от клон на маркграфовете фон Урзин-Ронсберг. През Тридесетгодишната война (1618 – 1648) замъкът е разрушен от шведската войска и след това отново е построен.
Руперт и брат му Готфрид си построяват замък Ронсбург над селището Ронсберг и се наричат веднага Ронсберг. Ок. 1130 г. род Урзин мести центъра си в Ронсберг и оттогава се нарича на новия си замък „господари“, по-късно „графове фон Ронсберг“.

## Фамилия
Руперт фон Марщетен и Ронсбург се жени за жена с неизвестно име и има един син:
- Готфрид фон Марщетен († сл. 1195), граф на Марщетен, женен сл. 1176 г. за Ита фон Тирщайн-Хомберг († 19 август 1200?), вдовица на Дителм III/IV фон Тогенбург († сл. 1176), дъщеря на граф Вернер I фон Тирщайн-Хомберг († сл. 1154) и дъщерята на граф Фридрих I фон Цолерн († ок. 1139)

## Галерия
- Табела на останките от замък Марщетен
- Замък Марщетен
- Замък Ронсберг